# Nemoria bellonaria
Nemoria bellonaria là một loài bướm đêm trong họ Geometridae.